# Cephalotes ecuadorialis
Cephalotes ecuadorialis är en myrart som beskrevs av De Andrade 1999. Cephalotes ecuadorialis ingår i släktet Cephalotes och familjen myror. Inga underarter finns listade.